# Friedrich Carl (Schiff, 1867)
Die Friedrich Carl war eine Panzerfregatte der Marine des Norddeutschen Bundes und später der Kaiserlichen Marine.
Die Friedrich Carl, ein Batterieschiff 2. Ranges, wurde als Quer- und Längsspant-Eisenbau bei der Societé Nouvelles des Forges et Chantiers La Seyne in Toulon (Frankreich) von 1866 bis 1867 gebaut und war ein Entwurf der Werft. Die Spanten des Schiffs bestanden aus Eisen, die Beplankung aus Teakholz, und die Panzerung der Batterie und der Konstruktionswasserlinie aus Schmiedeeisen.

## Technische Daten
Das Schiff hatte eine Bark-Takelung mit einer Segelfläche von 2010 m². Weiterhin war es mit einer liegenden, zweizylindrigen Dampfmaschine mit einfacher Dampfdehnung ausgestattet, welche auf eine vierflügelige Schraube von 6,0 Meter Durchmesser wirkte. Die Dampferzeugung erfolgte durch insgesamt sechs Kofferkessel mit 26 Feuerungen in zwei hintereinander liegenden Kesselräumen. Die Anlage leistete 950 nominelle Pferdestärken, was einer Konstruktionsleistung von 3300 indizierten PS entsprach und dem Schiff eine Höchstgeschwindigkeit von 13,0 Knoten verlieh. Bei der Meilenfahrt wurden sogar 3550 indizierte PS und eine Geschwindigkeit von 13,5 Knoten erreicht. Die Friedrich Carl galt als vorzügliches Seeschiff, welches gut manövrierte und mittelmäßig drehte. Für Fahrt geradeaus musste das Ruder allerdings bis zu 6° nach Backbord eingeschlagen werden.
Vorgesehen für 26 gezogene 72-Pfünder wurde das Schiff stattdessen mit 14 Ringkanonen Kaliber 21,0 cm L/19 in der Batterie sowie zwei Ringkanonen des gleichen Kalibers, aber mit einer Kaliberlänge von 22 auf dem Oberdeck, je eine am Bug und am Heck, bewaffnet. Hierbei handelte es sich um gezogene Hinterlader mit Rundkeilverschluss der Firma Krupp. Ab 1895 führte das Schiff keine Kanonen mehr.

## Geschichte
Im Oktober 1867, während der Überfahrt nach Deutschland, verlor das Schiff in der Biskaya zwei seiner Masten und lief zur Reparatur Plymouth an, wo die verlorenen Masten durch neue Stahlrohrexemplare ersetzt wurden. Über sie konnte auch verbrauchte Luft aus dem Schiffsinneren nach außen geleitet werden. Im Jahr 1869 führten die drei Panzerschiffe König Wilhelm, Kronprinz und Friedrich Carl zusammen Manöver in der Ostsee durch. Am 15. Mai lief die Friedrich Carl bei Langeland auf Grund und musste nach Kiel geschleppt werden. Zur Reparatur der stark beschädigten Schiffsschraube lief das Schiff dann weiter nach Portsmouth, wo der Schaden aber nur provisorisch behoben wurde. Im Sommer 1870 sollten die Panzerschiffe unter dem Befehl von Prinz Adalbert eine größere Übungsfahrt unternehmen, um bei den Azoren Manöver durchzuführen. Nachdem sie in Plymouth Nachrichten über den sich abzeichnenden Deutsch-Französischen Krieg erhielten, kehrten sie jedoch auf schnellstem Weg nach Wilhelmshaven zurück, wo sie am 16. Juli 1870 einliefen. Während des Krieges gab die Friedrich Carl ihre Takelung bis auf die Untermasten ab und bewachte als Teil des Hauptgeschwaders der Marine des Norddeutschen Bundes die Weser- und Jademündungen. Auch aufgrund der schadensbedingten reduzierten Einsatzfähigkeit nahm das Schiff an keiner kriegerischen Aktion teil.

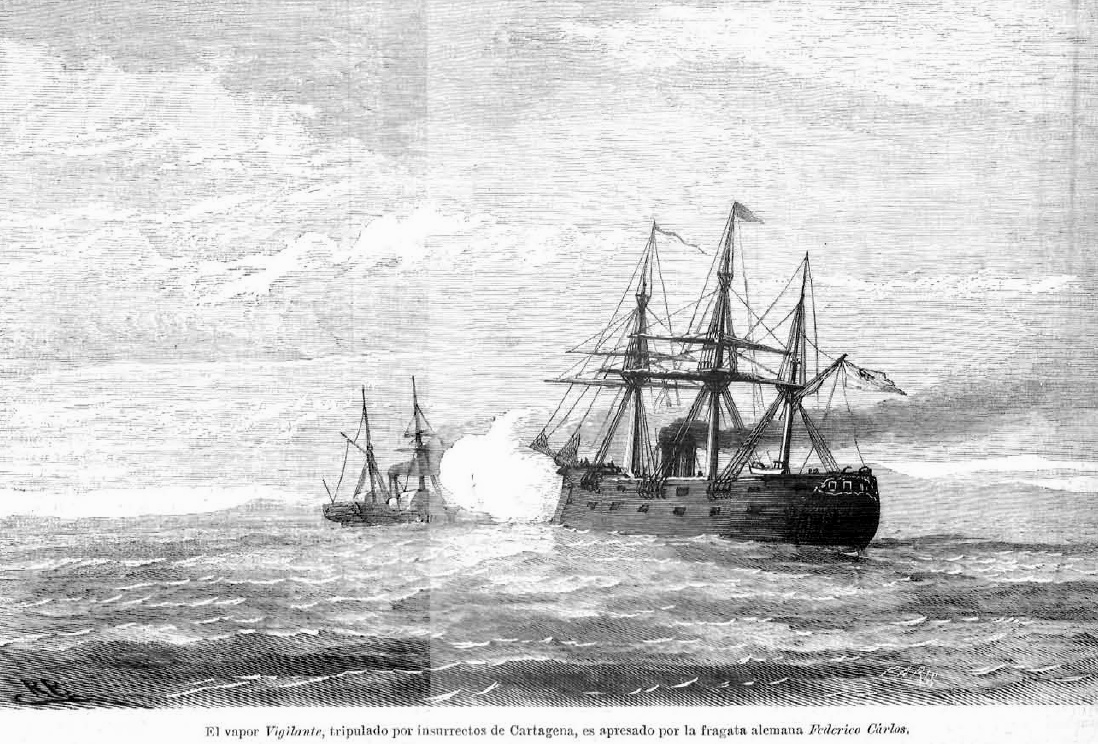
Vor Cartagena kaperte die Friedrich Carl 1873 den Dampfer Vigilante

1872 wurde die Friedrich Carl als Flaggschiff des Reichsgeschwaders bestimmt, das kommandiert von dem damaligen Kapitän zur See Reinhold Werner von 1872 bis 1874 eine zur Stärkung des Ansehens des 1871 gegründeten Deutschen Kaiserreichs geplante Weltumseglung durchführen sollte. Am 12. Oktober 1872 lief die Friedrich Carl zusammen mit der Gedeckten Korvette Elisabeth und dem Kanonenboot Albatross zunächst von Kiel nach Westindien. Mit den dortigen Stationären Vineta und Gazelle war die Weltumsegelung mit einer Dauer von drei Jahren geplant. Diese Pläne wurden dann aber nach Besuchen in Venezuela, Kolumbien und Haiti am 10. März 1873 in Havanna wegen des Ausbruchs des Dritten Carlistenkriegs durch die Gründung der Ersten Spanischen Republik verworfen. Die Friedrich Carl kehrte mit den anderen Schiffen mit Ausnahme der Albatross nach Europa zurück und diente nach kurzem Wartungsaufenthalt in Plymouth als Flaggschiff des deutschen Geschwaders vor der spanischen Küste, wo sie mit Schiffen regionalistischer Aufständischer aus Cartagena aneinandergeriet. Für die der vorgeschriebenen Neutralität widersprechenden Aufbringung der Panzerfregatte Vitoria wurde Werner abberufen.
Von 1879 bis 1882 war die Friedrich Carl bei den alljährlich stattfindenden Flottenmanövern jeweils als Flaggschiff des jeweiligen Übungsgeschwaders eingesetzt. 1892 kollidierte die Friedrich Carl mit dem Panzerschiff Württemberg, wurde außer Dienst gestellt und zum Torpedoversuchsschiff umgebaut, das auf der Torpedostation in Flensburg-Mürwik zum Einsatz kam.

## Verbleib
Von 1895 an diente die Friedrich Carl als Torpedoversuchsschiff und ab 1902 auch als Hafenschiff. Im selben Jahr wurde das Schiff in Neptun umbenannt, um den Namen für den neuen Panzerkreuzer Friedrich Carl freizumachen. Als Torpedoversuchsschiff wurde die Neptun 1904 von dem Linienschiff Schwaben abgelöst. Am 22. Juli 1905 wurde das Schiff aus der Liste der Kriegsschiffe gestrichen und 1906 für 284.000 Mark verkauft und in den Niederlanden abgebrochen.